# Simpsonville, Kentucky
Simpsonville är en ort i Shelby County i delstaten Kentucky, USA.